# Manuel Vicente Bustos
Manuel Vicente Bustos (La Rioja, 1806 - 5 de marzo de 1878) fue un comerciante y político argentino, que ejerció el cargo de Gobernador de la Provincia de La Rioja en cuatro oportunidades, entre 1841 y 1864. Su trayectoria política fue acomodaticia, tanto que pasó de figurar como un leal aliado de Juan Manuel de Rosas, a ser sucesivamente el hombre de confianza en su provincia de Justo José de Urquiza -vencedor de Rosas- y de Bartolomé Mitre, vencedor a su vez de Urquiza.

## Biografía
Era un comerciante y estanciero de mediana educación, con una modesta fortuna, que había ejercido varios cargos públicos y fue legislador provincial. A fines de 1841, en medio de la crisis que sucedió al aplastamiento de la Coalición del Norte, fue elegido gobernador provisional de su provincia. Rechazado por los caudillos menores de la provincia, especialmente por Lucas Llanos, renunció al mando, dejando a este en el gobierno.
Durante los años siguientes, varios caudillos se disputaron la provincia, que sólo había logrado cierta estabilidad en la época de Facundo Quiroga; el coronel Hipólito Tello fue derrotado y reemplazado en el gobierno por Vicente Mota con la ayuda de Ángel Vicente Peñaloza, que había regresado a la provincia tras sus andanzas con la Coalición unitaria. Este último dirigió una revolución en marzo de 1848, por la cual llegó al gobierno Manuel Bustos.

### Primer gobierno
Tanto por los antecedentes de Peñaloza como por los amigos unitarios de Bustos, el poderoso gobernador porteño Juan Manuel de Rosas se negó a reconocerlo como gobernador, lo que sólo hizo a fines de 1849.
A diferencia de sus antecesores, tuvo la fuerza suficiente para derrotar las continuas rebeliones que se alzaban en su contra, afirmándose unas veces en el "Chacho" Peñaloza y otras veces contra él. Manifestó con cierta tibieza su adhesión a Rosas tras el Pronunciamiento de Urquiza y después de la Batalla de Caseros firmó el Acuerdo de San Nicolás, por el cual se llamaba a sancionar una constitución. Fue un firme puntal de la autoridad del presidente Justo José de Urquiza en el interior.
En mayo de 1854 organizó elecciones y entregó el mando a su sucesor, Francisco Solano Gómez, un personaje parecido a él en cuanto a su política sinuosa entre los partidos dominantes. El presidente Urquiza lo nombró Presidente del Banco de La Rioja, pero este nunca llegó a formarse. También fue elegido diputado al Congreso de la Confederación Argentina, pero no se incorporó al mismo.

### Segundo gobierno
En abril de 1857 fue nuevamente elegido gobernador, para suceder a Gómez, que acababa de ser derrocado por Peñaloza. Durante este segundo gobierno tuvo como ministro a Ramón Gil Navarro.
Se manifestó cada vez más afín a la política del Estado de Buenos Aires y se negó a colaborar con el general Peñaloza en la organización de las milicias provinciales para la lucha contra el estado secesionista. Tras varios meses de dudas, el Chacho finalmente lo derrocó en abril de 1860, siendo reemplazado por el coronel Ramón Ángel. A partir de ese momento, Bustos se convirtió en el líder del partido porteñista en La Rioja.
Al llegar la noticia de la batalla de Pavón, las reacciones de las provincias del interior fueron complejas, dado que el resultado de la misma, en un principio, era ambiguo. Peñaloza se ofreció de mediador entre los gobiernos de Santiago del Estero, Salta y Tucumán. Como resultado de esa mediación, se vio obligado a participar en la guerra civil tucumana, en la que resultó derrotado.
Mientras Peñaloza estaba ausente, fuerzas porteñas ingresaron a la provincia de La Rioja, a imponer el triunfo de los porteños. El Chacho regresó a su provincia, donde fue perseguido por sus enemigos y derrotados en sucesivas batallas; la rapidez de movimientos y la superioridad numérica de los hombres del Chacho nada pudieron hacer contra los fusiles importados que llevaban las tropas porteñas.

### Tercer gobierno
A fines de mayo de 1862, la ciudad de La Rioja fue sitiada por fuerzas federales; Bustos asumió el mando de las milicias provinciales y las escasas fuerzas porteñas —éstas estaban al mando de Liborio Bernal— y defendió eficazmente la ciudad. Al parecer, los sitiadores no quisieron entrar en la misma a sangre y fuego, y además estaban esperando refuerzos de parte de Peñaloza. Pero antes que él llegaron fuerzas porteñas, bajo el mando de José Miguel Arredondo, cuyo segundo jefe era Julio Campos. El sitio fue levantado.
El 13 de mayo de 1863, Bustos fue elegido por cuarta vez gobernador. Gobernó bajo la protección de las fuerzas porteñas acantonadas en La Rioja, mientras gran parte de la provincia era recorrida por las partidas montoneras de Peñaloza. A fines de ese año, este fue definitivamente derrotado y asesinado. Sus fuerzas se dispersaron rápidamente, y la guerra civil tuvo unos años de descanso. Una última campaña, que el gobernador dirigió en persona, permitió aplastar las últimas resistencias.
Lograda la paz, Bustos promulgó el último presupuesto provincial que había podido ser sancionado —el de 1860— y manejó las cuentas de acuerdo al mismo; debió recurrir frecuentemente a los auxilios financieros del gobierno del presidente Bartolomé Mitre y a la deuda pública. Estableció la Cámara de Justicia provincial y ayudó en la instalación del primer Juzgado Federal en La Rioja, que se dedicó esencialmente a juzgar montoneros federales.

### Últimos años
A mediados de 1864 ocurrió un breve intento de insurrección, que el gobernador intentó solucionar por sí mismo; pero el coronel Arredondo ocupó la capital provincial y arrestó a todos los que consideró sospechosos de simpatizar con la misma. Bustos exigió el respeto a su autoridad, pero ni el coronel ni el juez federal hicieron el menor caso de sus quejas. A fines de junio de ese año, Bustos presentó su renuncia; la legislatura le dio un pomposo voto de gracias por los servicios prestados y a continuación eligió gobernador al teniente coronel Julio Campos, que no tenía relación alguna con la provincia.
Durante los años siguientes, Bustos se mantuvo en contacto con el gobierno, y en varias ocasiones fue el hombre fuerte detrás de los gobernadores; pero se negó a asumir el gobierno. Fue legislador y ministro de gobierno, y ocupó el gobierno brevemente en dos ocasiones, en forma interina.
Falleció en la ciudad de La Rioja en marzo de 1878.
Su hijo Francisco Vicente Bustos fue dos veces gobernador de La Rioja, entre 1880 y 1889, y durante quince años fue considerado el máximo líder el Partido Autonomista Nacional en su provincia.